# Rie Haan
Rie Haan (Antwerpen, 19 januari 1906 – Antwerpen, 19 maart 1984) was een Vlaams architect en ontwerper van kerkelijk meubilair en edelsmeedwerk.

## Biografie
Hij was de zoon van een familie van koper-zilver-en goudsmeden. Zijn vader (Aloïs) en grootvader (Walter) hadden een atelier in Antwerpen en maakten talrijke religieuze kunstwerken.
Na zijn studies aan het Onze-Lieve-Vrouwecollege te Antwerpen, stond hij voor een beroepskeuze. Ondanks het feit dat hij de enige opvolger was om de familiale traditie van goud- zilversmid (voornamelijk kerkornamenten) verder te zetten, koos hij voor een opleiding tot architect. Hij haalde zijn diploma van architect in 1930 aan het Sint-Lukas in Brussel. Daarna volgde hij nog cursussen in “decoratie en tekenen naar natuur” aan de Koninklijke Academie voor Schone Kunsten te Antwerpen.
Zijn loopbaan kende twee periodes. Tijdens de eerste periode tot bij het begin van de Tweede Wereldoorlog werkte hij in de religieuze kunst (inrichting van kerken en kapellen in samenwerking met het atelier van zijn vader Aloïs) en was hij minder actief als architect.
Zijn voornaamste realisaties uit die periode zijn:
- de Boodschapskapel in het Heilig-Hartinstituut te Heverlee (1932). De bouw van de kapel is van architect Flor Van Reeth, de glasramen van Eugeen Yoors, het kerkelijk meubilairen smeedwerk (altaar, tabernakel, godslamp, ...) van Rie Haan. Allen maakten ze deel uit van de Pelgrimsbeweging.
- de ciborie van de basiliek van Koekelberg (1935).
- Sint-Walburgiskerk te Antwerpen (Zuid) (1937, architect Flor Van Reeth): altaar, tabernakel, kandelaars, ...
- als architect: een art-nouveau-villa te Brasschaat in de Baillet Latourlei (1939).

Na de Tweede Wereldoorlog was hij hoofdzakelijk actief als architect. Hij ontwierp woningen (huizen, villa's, appartementen), nijverheidsgebouwen, kerken, scholen, maar is vooral gekend om zijn vele bioscopen in binnen- en buitenland, schouwburgen en een concertzaal.
Zijn voornaamste realisaties:
- 9 complexen van 229 appartementen op de Luchtbal te Antwerpen (1955);
- meer dan 80 bioscopen in België en buitenland, waaronder het cinemacomplex Marignan Concorde op de Champs Elysées in Parijs(1968);
- Theater Elckerlyc, Frankrijklei-Antwerpen (1957);
- het paleis van de diamant op de wereldtentoonstelling Expo 58 (Brussel);
- de Arenbergschouwburg te Antwerpen (1971);
- de Koningin Elisabethzaal, Astridplein te Antwerpen (1960);
- de nieuwe Koninklijke Nederlandse Schouwburg te Antwerpen samen met de architecten Renaat Verbruggen en Marc Appel (1980).

Hij was ook architect-urbanist van de gemeente Massenhoven (vanaf 1942).
Rie Haan noemde zich architect-artiest. Tot het einde van zijn leven bleef hij naast het uitoefenen van zijn beroep ook tekenen en schilderen.
Hij stierf in Antwerpen op 19 maart 1984 en werd begraven op het Schoonselhof.